# NGC 4534
NGC 4534 è una galassia a spirale situata in direzione della costellazione dei Cani da Caccia alla distanza di circa 37 milioni di anni dalla Terra.
Fu scoperta il giorno 1 maggio 1787 da William Herschel.